# Chisălăul Nou, Cozmeni
Chisălăul Nou (în ucraineană Новий Киселів, transliterat: Novîi Kîseliv) este un sat în raionul Cozmeni din regiunea Cernăuți (Ucraina), depinzând administrativ de comuna Mămăești. Are locuitori preponderent ucraineni (ruteni).
Satul este situat în partea de sud-est a raionului Cozmeni.

## Istorie
Acest sat a fost înființat la data de 22 mai 2003 prin Hotărârea № 830-IV a Radei Supreme a Ucrainei, prin desprinderea sa din comuna Mămăești (aflată în raionul Cozmeni al regiunii Cernăuți, Ucraina). În prezent, satul are locuitori preponderent ucraineni.